# Coping with the Urban Coyote
Coping with the Urban Coyote è il primo album del gruppo statunitense degli Unida, gruppo formato dall'ex cantante dei Kyuss John Garcia dopo lo scioglimento di questi ultimi. L'album si discosta dal suono dei Kyuss, soprattutto per i suoni della chitarra, che, salvo alcuni episodi (You Wish), non riprendono le tonalità cupe e grevi del gruppo di Palm Desert. L'accostamento ai Kyuss viene fatto più che altro per la voce di John Garcia, caratteristica che non farà però decollare il gruppo, che non riuscirà a pubblicare il successivo album fino al 2006 a causa di problemi con la casa discografica del periodo. La canzone Black Woman si trova anche nella compilation Rise 13: Magick Rock, Vol. 1 e nella colonna sonora del videogioco Tony Hawk's Underground.

## Tracce
1. Thorn – 3:14
2. Black Woman – 5:14
3. Plastic – 4:03
4. Human Tornado – 4:22
5. If Only Two – 5:17
6. Nervous – 6:41
7. Dwarf It – 2:33
8. You Wish – 9:36

## Formazione
- John Garcia - voce
- Arthur Seay - chitarra elettrica
- Scott Reeder - basso
- Mike Cancino - batteria